# June
June – polski zespół muzyczny tworzący w klimacie soulu.

## O zespole
Grupa powstała na początku 2008 w wyniku spotkania Jana Smoczyńskiego, Roberta Cichego i Krzysztofa Pacana. Cała trójka do tej pory dała się poznać jako muzycy współpracujący z polskich gwiazdami takimi jak: Smolik, Anna Maria Jopek, Michał Urbaniak, Urszula Dudziak, Ania Dąbrowska.
Zespół wydał album That’s What I Like, którego premiera odbyła się 12 września 2008 roku. Kayah zdecydowała się na wydanie płyty we własnej wytwórni oraz gościnnie zaśpiewała w piosence „Be Yourself”. Drugim gościem, który pojawia się na płycie June, jest Paulina Przybysz w utworze „No F No L” .
W piosenkach tria słychać inspiracje największymi gwiazdami czarnej muzyki: N.E.R.D, OutKast, Jill Scott, Lauryn Hill oraz Erykah Badu.
Drugi album June – July Stars ukazał się w maju 2012. Gościnnie na albumie występują Urszula Dudziak, Kayah, Katarzyna Nosowska, Ania Dąbrowska, Aga Zaryan, Mika Urbaniak, Andrzej Dąbrowski i Marcelina Stoszek.
Zespół został nominowany do nagrody Fryderyki 2009 w kategorii Nowa Twarz Fonografii.

## Dyskografia

### Albumy
- That’s What I Like (12 września 2008, wydany przez Kayax[1])
- July Stars - (2012)

### Single
- „Temple” (2008)
- „Be Yourself (feat. Kayah)” (2009)